# Louis Claude Richard
Louis Claude Marie Richard (Versailles, 19 september 1754 - Parijs, 6 juni 1821) was een Frans botanicus. Hij werd vooral bekend door zijn plantkundig woordenboek, zijn werk over tropisch fruit en over orchideeën.

## Levensloop
Richard stamde uit een familie die zich gedurende meerdere generaties bezighield met de natuurlijke historie. Vanaf jonge leeftijd blonk hij uit in het natuurgetrouw tekenen, en nam hij zich voor botanicus te worden. Op zijn veertiende stuurde zijn vader hem de wijde wereld in.
Hij verdiende aanvankelijk de kost door plannen voor tuinaanleg te tekenen en uit te voeren voor grote Parijse architecten, terwijl hij les volgde aan het Collège de France en aan de Jardin du Roi. Botanicus Bernard de Jussieu (1699-1777) moedigde hem aan om te zijn studies in plantkunde voort te zetten, en stelde hem zijn bibliotheek en herbarium ter beschikking. Vervolgens presenteerde Richard een verhandeling aan de Académie des Sciences over een probleem bij de bloemmorfologie van de maagdenpalmfamilie (Apocynaceae).
In opdracht van Charles Eugène Gabriel de La Croix de Castries (1727-1801), Minister van de Marine, en Jacques Necker (1732-1804), Minister van Financiën, en met speciale instructies van Louis XVI, vertrok hij in 1781 naar Midden-Amerika en de Caraïben om er planten te verzamelen en te kweken. Na enkele jaren nam hij in Cayenne het directeurschap van de botanische tuin op zich, en begon met het cultiveren van planten die hij op zijn tochten door Brazilië en de Antillen verzamelde.
In april 1789 keerde hij terug naar Frankrijk met een enorme verzameling natuurlijke soorten, waaronder een herbarium met 4.000 planten. Zijn reiskapitaal was op, en hij wachtte tevergeefs op de vergoeding die hem door de regering beloofd was.
Gedurende enkele jaren leidde hij een teruggetrokken leven, maar in 1794 vroeg Antoine-François Fourcroy (1755-1809) hem assistent-professor in de geneeskunde en plantkunde te worden aan de Medische school van Parijs. Een jaar later werd hij verkozen tot zittend lid 1e klasse aan het Institut national des sciences et des arts (nu het Institut de France). Misantroop geworden door zijn ervaringen, publiceerde hij slechts een klein aantal artikels over planten, maar hij vergrootte en organiseerde zijn verzamelingen, onder andere een unieke verzameling schelpen.
Op 30 november 1790 trouwde hij met Félicité Person, met wie hij vier kinderen kreeg, waaronder de later bekend geworden arts en botanicus Achille Richard.
Hij herwerkte praktisch volledig de Dictionnaire élémentaire de botanique van Pierre Bulliard (1752-1793). Zijn meest bekende werk is Démonstrations botaniques, ou Analyse du fruit, considéré en général uit 1808, een van de belangrijkste verhandelingen over fruit in zijn tijd, dikwijls vergeleken met het werk van Joseph Gärtner. Dit boek was oorspronkelijk van een van zijn leerlingen, Henri-Auguste Duval, die het had geschreven op basis van de notities, gemaakt tijdens de lessen van Richard aan de faculteit geneeskunde. Richard las en herwerkte volledig het manuscript, waarna hij het terugbezorgde aan Duval, die het liet drukken en publiceren.
Zijn zoon Achille, die hem opvolgde aan de Medische School, publiceerde postuum zijn Commentatio botanica de conifereis et cycadeis en De Musaceis commentatio botanica, sistens characteres hujusce familiae generum.
Richard gebruikte in zijn plantkundig woordenboek voor het eerst de terminologie voor de beschrijving van orchideeën, zoals pollinium en gynostemium.

## Eponiemen
De Duitse botanicus Karl Sigismund Kunth (1788-1850) vernoemde naar hem het geslacht Richardia van de aronskelkfamilie (Araceae).

## Publicaties
- Démonstrations botaniques, ou Analyse du fruit, considéré en général (Gabon, Paris, 1808)
- De Orchideis Europaeis Annotationes - Memoires du Musee d'Histoire Naturelle, Vol.4, 1818 (Natural History Museum, Paris)
- Commentatio botanica de Conifereis et Cycadeis (J. G. Cottae, Stuttgart, 1826)
- De Musaceis commentatio botanica, sistens characteres hujusce familiae generum (E. Weberum, Bratislava et Bonn, 1831)

- Bibliothèque nationale de France: cb106450665 (data)
- Author citation (botany): Rich.
- Stuttgart Database of Scientific Illustrators 1450–1950: 3209
- Gemeinsame Normdatei: 117527599
- International Standard Name Identifier: 0000 0001 2139 2830
- Library of Congress Control Number: n83188728
- Base Léonore: LH//2322/37
- Nationale Bibliotheek van Tsjechië: ola2002159468
- Nationale bibliotheek van Australië: 35969852
- Nederlandse Thesaurus van Auteursnamen: 074081179
- Istituto Centrale per il Catalogo Unico: RMSV044770
- LIBRIS: 264962
- Système universitaire de documentation: 059437944
- Museum of New Zealand Te Papa Tongarewa: 50081
- Trove: 1167802
- Virtual International Authority File: 73844203
- WorldCat: E39PBJp67FFW7bFJhfq63GVV4q